# Ганджобод
Ганджобо́д (тадж. Ганҷобод) — село в районах республиканского подчинения Республики Таджикистан. 
Входит в состав джамоата (сельской общины) Рохати района Рудаки.
Находится недалеко от столицы Таджикистана (г. Душанбе), на расстоянии 39 км от райцентра (пгт. Сомониён) и 6 км от центра джамоата (село Теппаи-Самарканди).
Прежнее название — Нефтяник (до 2008 года).
Население — 1795 чел. (2017).